# Wilhelm I de Berg
Wilhelm I (n. cca. 1242 – d. 16 aprilie 1308) a fost conte de Berg de la 1296 până la moarte.
Wilhelm a fost fiu al contelui Adolf al VII-lea de Berg cu Margareta de Hochstaden.
La moartea fratelui său mai mare, contele Adolf al VIII-lea, Wilhelm a succedat la conducerea comitatului. Anterior, el servise drept călugăr, însă a fost absolvit de jurământul monahal de către papă. Domnia sa a fost marcată de continuarea conflictelor cu arhiepiscopul de Köln. În 1300, Wilhelm a sprijinit pe Albert I de Habsburg, regele Germaniei, împotriva electorilor renani, atitudine care a întărit poziția sa împotriva arhiepiscopului. El s-a implicat în întemeierea de mănăstiri și biserici, inclusiv cele din Beyenburg și Gräfrath. El a fost totodată un binefăcător față de cetățenii din Hückeswagen.
Wilhelm a fost căsătorit cu Irmgarda de Cleves (d. 11 mai 1319), văduvă a lui Conrad I de Saffenburg și fiică a contelui Teodoric al VI-lea de Cleves. Wilhelm și Irmgarda au fost înmormântați în cavoul familiei de Berg din catedrala din Altenberg. Dat fiind că Wilhelm nu a avut copii, nepotul său de frate Adolf, fiu al fratelui său Henric, a succedat la conducerea comitatului de Berg.